# Klausenkapelle bei Heideck
Die Klausenkapelle bei Heideck ist eine auf dem Kappelsberg bei Heideck im Landkreis Roth in Mittelfranken gelegene katholische Kapelle bei einer ehemaligen Klause.

## Lage
Die ehemalige Klause und die heutige katholische Kapelle Matris dolorosae befanden bzw. befinden sich auf dem bis 464 Meter Höhe ansteigenden Kappelsberg südlich des Ortskerns von Heideck, erreichbar auf dem Weg „Ziegelmoos“ in Richtung des Heidecker Gemeindeteils Rudletzholz.

## Geschichte
Eine Kapelle zum Heiligen Grab mit Klause auf dem Berge südlich von Heideck ist erstmals in einer Quelle von 1352 genannt. Klausner war zu dieser Zeit ein Markard Gründner. Die Kapelle war mit Ablässen mehrerer Bischöfe ausgestattet. Kapelle und Klause gingen in der Reformation, die 1542 in dem an Nürnberg verpfändeten Heideck eingeführt wurde, unter. Die Kapelle wurde jedoch im Zuge der Gegenreformation ab 1627 zu einem unbekannten Zeitpunkt wiedererrichtet. Sie wurde auch Klausenkapelle genannt, als sich hier wieder ein Einsiedler niederließ.
Um die Mitte des 18. Jahrhunderts lebte hier als Eremit Anton Fritz, Tertiar der Franziskaner von Heiligenblut und vom Stadtpfarrer von Heideck für die Grabkapelle angenommen. Von seinem Nachfolger, Joseph Fleuchaus, liegt eine Lebensbeschreibung aus dem frühen 19. Jahrhundert vor. 1723 zu Gerlachsheim geboren, studierte er an der Universität Würzburg, diente als Soldat und Offizier in Spanien, Dänemark, Österreich und Holland, nahm 1757 seinen Abschied und wurde Eremit auf dem Kappelsberg, indem er dort die Klause von dem in eine einsamere Gegend wegziehenden Bruder Fritz mit Bewilligung des Stadtrates von Heideck kaufte. Im Haus des benachbarten Sonnenbauers, bei dem er arbeitete, richtete er eine Schule für die Bauernkinder in der Umgebung ein. Als deren Zahl bis zu 70 anstieg, erweiterte er seine Eremitage um eine Schulstube. Er unterrichtete die Kinder in Lesen, Schreiben, Rechnen, Religion und Latein. Einer seiner Schüler, Josef Schmidpeter aus Rudletzholz, wurde 1786 Lyzealprofessor in Eichstätt (* 1750; † 1846). Bruder Fleuchaus verstarb in seiner Klause, bei der er wie sein Vorgänger auch einen Garten mit Obstbäumen betrieb, am 23. Februar 1786; ob es noch einen Nachfolger gab, ist nicht bekannt.
1803 wurde die Kapelle im Zuge der Säkularisation abgebrochen, das Vesperbild der Kapelle kam in die Heidecker Pfarrkirche. Die heutige Kapelle wurde 1836/37 von den Familien Benz und Schleicher mit Übernahme der Baulast neu gebaut. 1840 wurde das alte Vesperbild wieder aufgestellt. 1852 wurde die Kapelle benediziert und die Zelebration der Heiligen Messe gestattet; um 1920/30 beherbergte die Kapelle eine barocke Vespergruppe aus Holz. Die Klause wurde um 1890 abgebrochen.
Den Berg hinauf führt ein Kreuzweg aus 14 Steinsäulen mit Terrakotta-Relieftafeln in den Nischen, der 1846 geweiht wurde. Des Weiteren gibt es auf dem Kapellsberg ein altes Sühnekreuz.